# Альпштайн

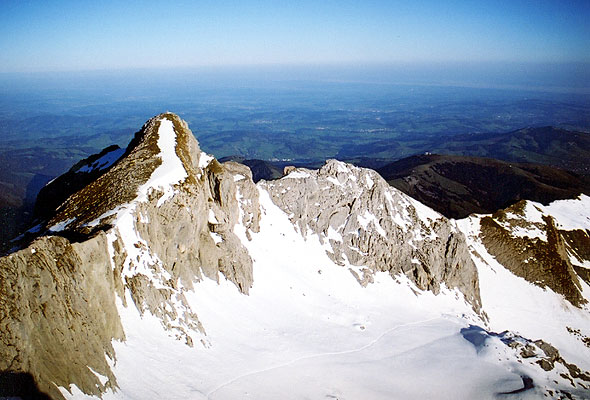
Вид з гори Зентіс на Гіреншпіц (2448 м).

Альпшта́йн (нім. Alpstein) — це підгрупа Аппенцелльських Альп у Швейцарії. Масив Альпштайн розташований у кантонах Аппенцелль-Іннерроден, Аппенцелль-Ауссерроден та Санкт-Галлен.
Попри те, що Альпштайн є відносно низьким у порівнянні з іншими альпійськими вершинами — найвища гора Зентіс має висоту 2502 метри — він, завдяки своєму північному «висунутому» положенню на невеликій відстані від Боденського озера (майже 30 км), є відносно високим у порівнянні з навколишньою місцевістю. До складу хребта також входить Альтенальп Тюрм — найпівнічніша вершина Швейцарії висотою понад 2000 метрів.

## Опис
Геологічно масив Альпштайн відрізняється від переважно гранітних Центральних Альп. Альпштайн складається здебільшого з вапнякового масиву і, таким чином, є своєрідним західним продовженням східних хребтів, що пролягають між Німеччиною та Австрією.
Через ерозії, численні тріщини, печери та карстові воронки, що переважають у вапняку, два з трьох озер не мають поверхневого стоку: вода з озера Фелензеє тече через гірський хребет на південний захід до Рейну.
Морфологічно існують три основні тектонічні складки, що простягаються з південного заходу на північний схід. Лише Лізенграт, що з'єднує дві вершини Зентіс та Альтман, проходить перпендикулярно до головного хребта.